# Sambola
Sambola är en klan i Liberia.   Den ligger i regionen Grand Cape Mount County, i den västra delen av landet, 90 km nordväst om huvudstaden Monrovia.